# Fronde

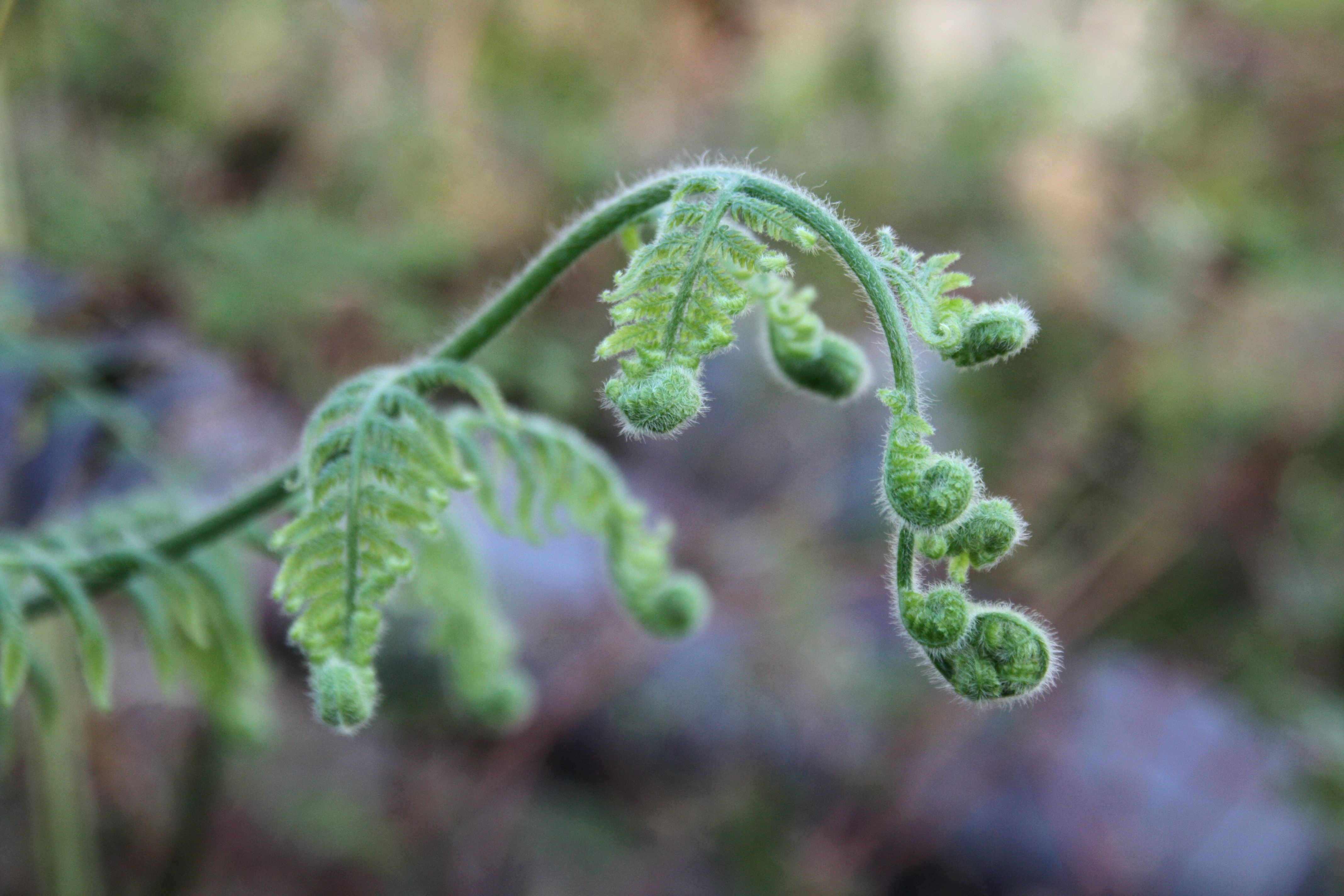
Um báculo de samambaia (folha jovem), em nascimento, que ao se desenvolver virará um fronde (folha adulta).

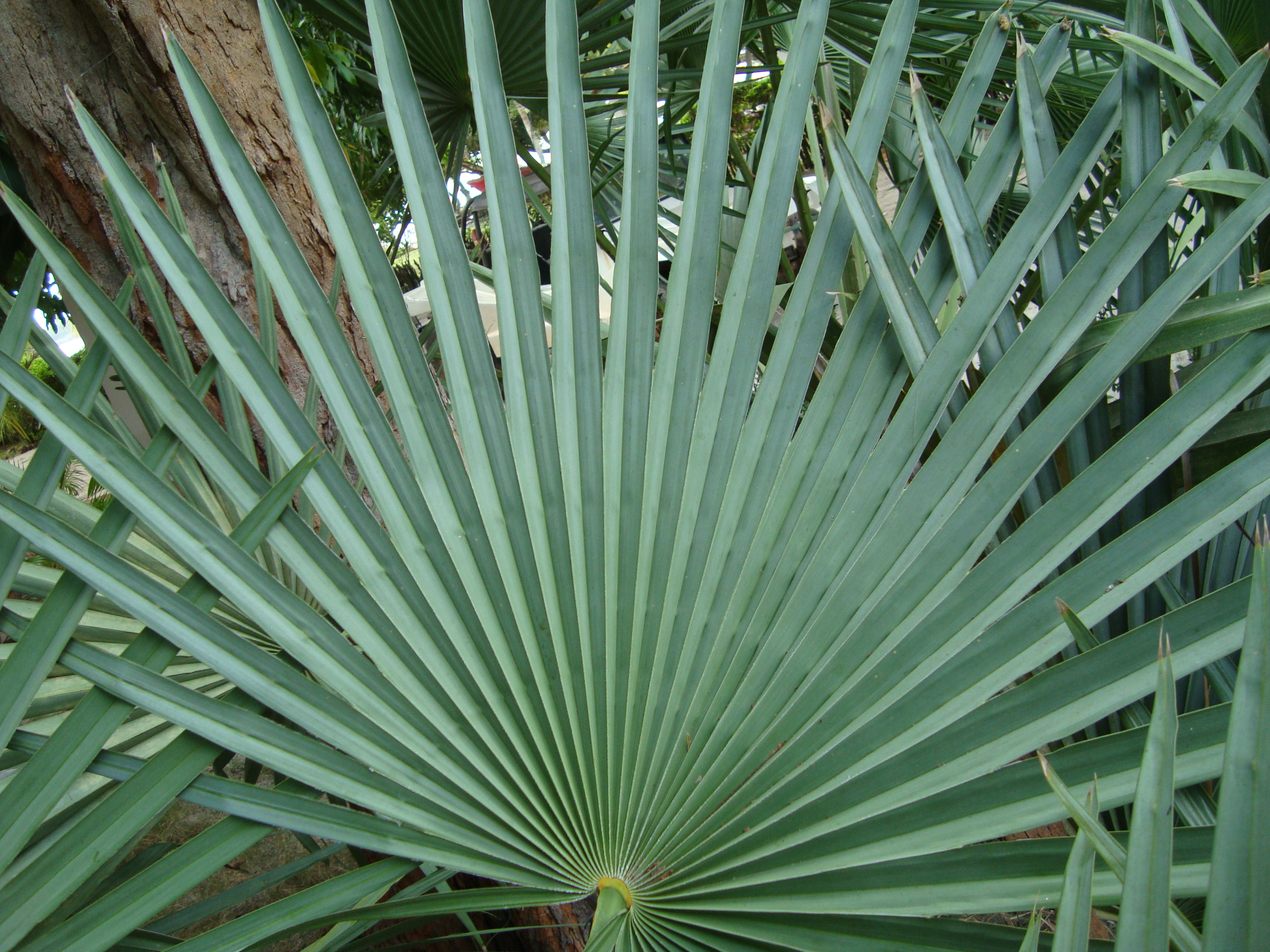
Fronde da Carnaubeira.

Em botânica, fronde é o conjunto de folhas (adultas) das pteridófitas, que podem variar desde alguns milímetros até ultrapassar mais de dois metros de comprimento, formada por pecíolo e lâmina.

## Tipos de frondes

### Microfilas
Observadas nas selaginelas, licopódios e nas espécies pertencentes ao gênero lesoetes, possuem como principal característica o fato de apresentarem a nervação formada por apenas uma nervura central.
A partir dessa nervura central, o transporte de água e nutrientes ocorre de célula para célula. As microfilas possuem pequeno porte, reduzido em algumas espécies a apenas alguns milímetros de comprimento.

### Megafilas

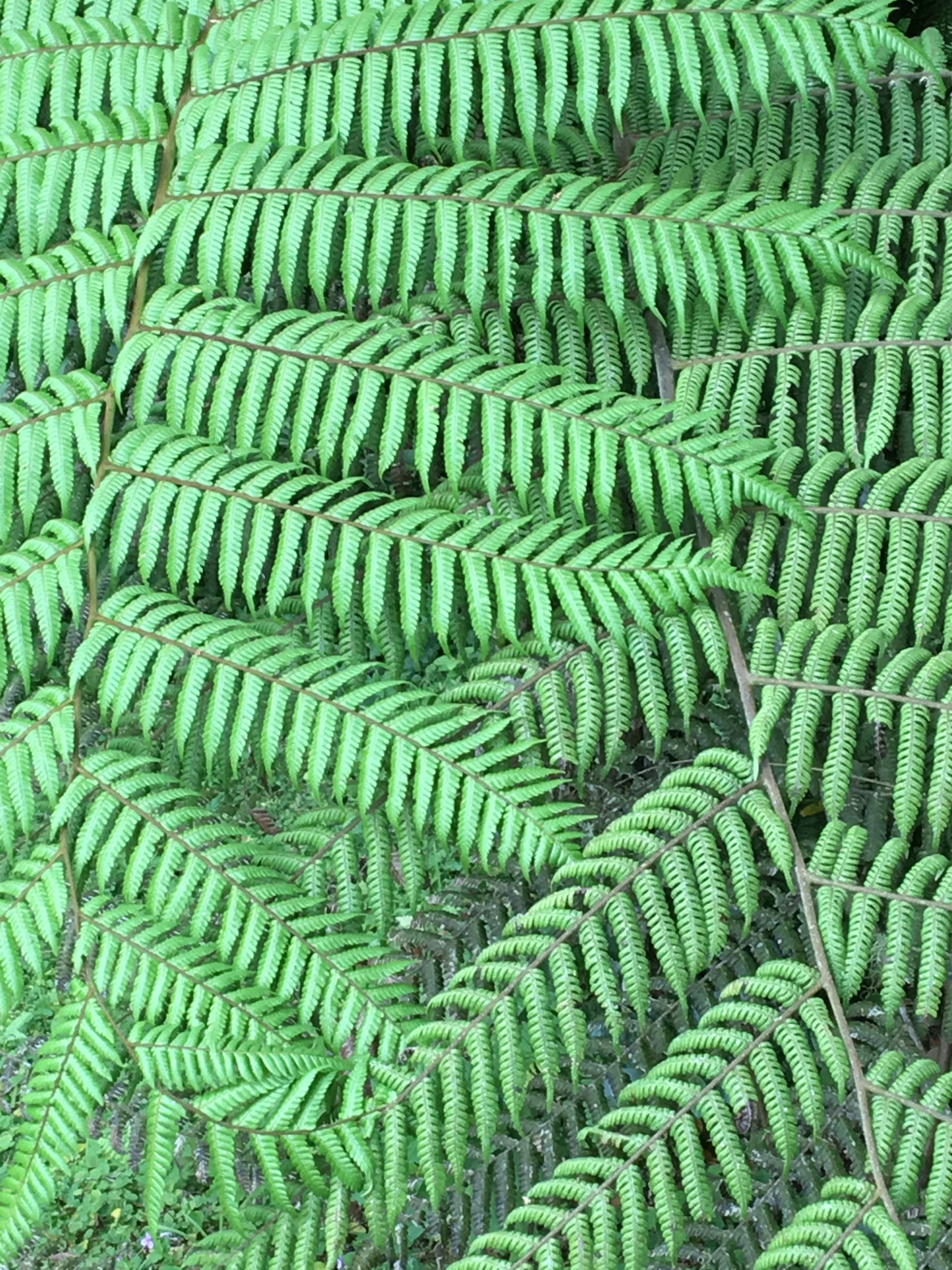
Fronde de samambaia.

Encontradas entre as pteridófitas, cuja principal característica é o fato de apresentar um sistema de nervação complexo com uma ampla gama de nervuras secundárias que partem da nervura principal além do porte variando entre alguns centímetros até vários metros de comprimento.

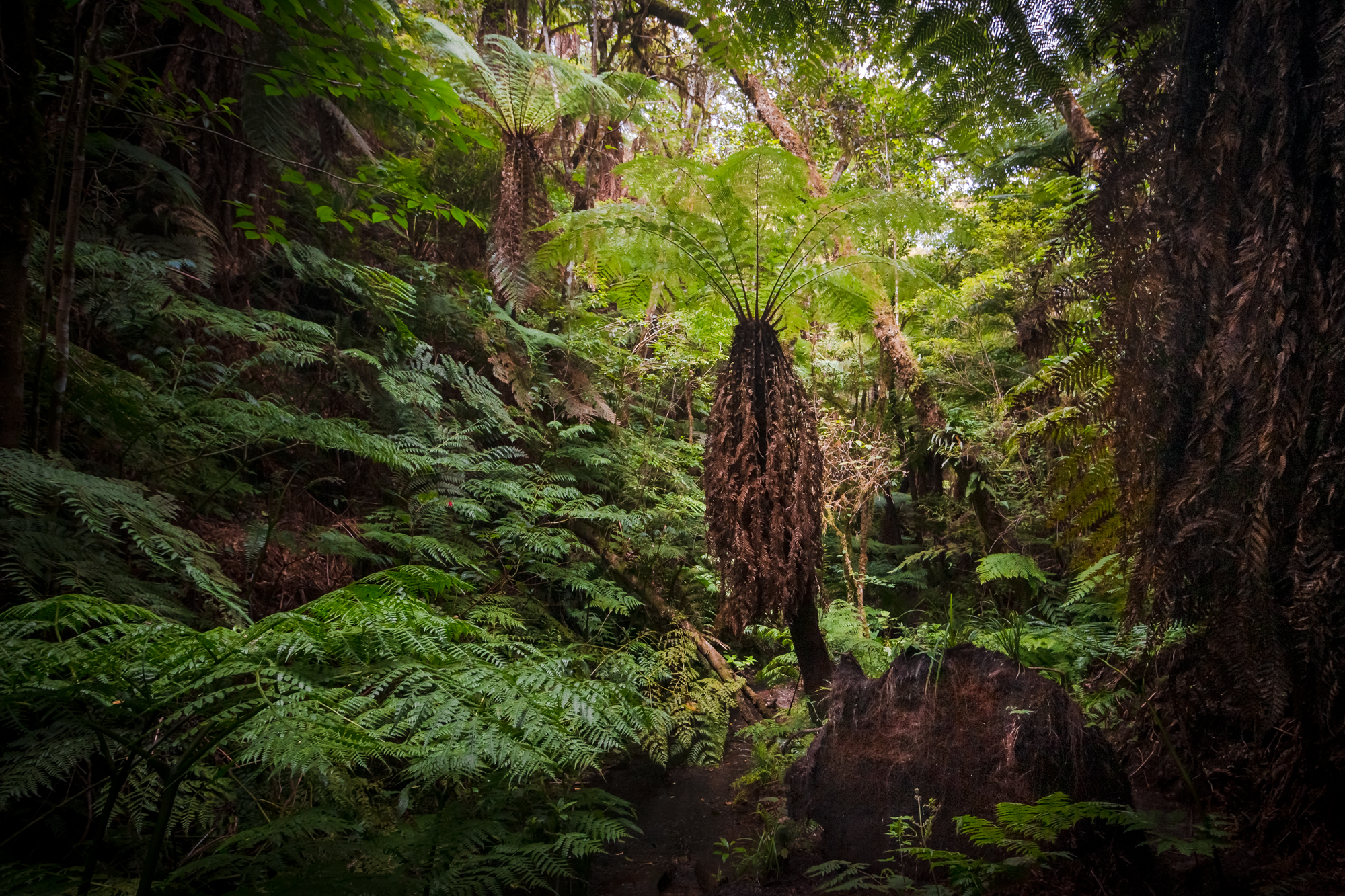
Fronde da espécie Angiopteris evecta, cujo centro de diversificação está localizado na região tropical do sudeste asiático, que ultrapassam mais de 3 metros de comprimento.